# СДЮШОР БФСО Динамо
СДЮШОР БФСО «Динамо» (бел. СДЮШАР БФСТ «Дынама») — белорусский футбольный клуб из Минска.

## История
Клуб был создан в 2022 году на основе СДЮШОР № 3 Белорусского физкультурно-спортивного общества «Динамо» и заявился во Вторую лигу. Возглавил клуб Никита Букаткин, став играющим тренером.

## Результаты
| Первенство | Первенство                | Первенство | Первенство | Первенство | Первенство | Первенство | Первенство | Первенство | Кубок     | Статистика | Статистика | Статистика | Статистика | Статистика |
| Сезон      | Лига                      | Место      | И          | В          | Н          | П          | Мячи       | О          | Кубок     | И          | В          | Н          | П          | Мячи       |
| ---------- | ------------------------- | ---------- | ---------- | ---------- | ---------- | ---------- | ---------- | ---------- | --------- | ---------- | ---------- | ---------- | ---------- | ---------- |
| 2022       | Вторая лига, зона «Минск» | 8 из 9     | 16         | 3          | 1          | 12         | 19-52      | 10         | —         | —          | —          | —          | —          | —          |
| 2023       | Вторая лига, зона «Минск» | 7 из 9     | 16         | 4          | 2          | 9          | 23-30      | 14         | 1-й раунд | 3          | 2          | 0          | 1          | 6-5        |

## Главные тренеры
| Главный тренер                | Период работы |
| ----------------------------- | ------------- |
| Никита Александрович Букаткин | 2022—н. в.    |